# Cyphocerastis
Cyphocerastis es un género de saltamontes perteneciente a la subfamilia Coptacrinae de la familia Acrididae. Este género se distribuye en África, específicamente en la zona ecuatorial.

## Especies
Las siguientes especies pertenecen al género Cyphocerastis:
- Cyphocerastis clavareaui Bolívar, 1908
- Cyphocerastis elegans Ramme, 1929
- Cyphocerastis falcifera (Rehn, 1914)
- Cyphocerastis hopei Bruner, 1920
- Cyphocerastis laeta Karsch, 1891
- Cyphocerastis pulcherrima Ramme, 1929
- Cyphocerastis scheunemanni Ramme, 1929
- Cyphocerastis stipatus (Walker, 1870)
- Cyphocerastis tristis Karsch, 1891
- Cyphocerastis uluguruensis Johnsen, 1987